# Estrées-la-Campagne
Estrées-la-Campagne – miejscowość i gmina we Francji, w regionie Normandia, w departamencie Calvados.
Według danych na rok 1990 gminę zamieszkiwało 158 osób, a gęstość zaludnienia wynosiła 21 osób/km² (wśród 1815 gmin Dolnej Normandii Estrées-la-Campagne plasuje się na 728. miejscu pod względem liczby ludności, natomiast pod względem powierzchni na miejscu 681.).
W pobliżu rozegrała się 9 sierpnia 1944 Bitwa o wzgórze 140.